# Lipník (Boêmia Central)
Lipník é uma comuna checa localizada na região da Boêmia Central, distrito de Mladá Boleslav.